# 沖中日出光
沖中 日出光（おきなか ひでみつ）は、発売から30年以上経ても遊ばれ続けている名作RPG星をみるひとなどを手がけた日本の男性ゲームクリエイター。

## 作品リスト
- 西部の成りあがり (1984)[4]
- サイキックシティ (1984) - ゲームデザイン・シナリオ[5]
- 7万光年の胞子たち（『カレイドスコープ』シリーズ第一弾） (1985) - シナリオ[6]
- 発汗惑星（『カレイドスコープ』シリーズ第二弾） (1986)
- ムーンチャイルド (1987) - プロデュース
- 星をみるひと (1987)[7]
- 魔動王グランゾート (1990) - マネジメント[8]
- ブルーアルマナック (1991) - シナリオ[9]
- サイボーグ009 (1994) - ディレクター[10]
- SLAM DUNK2 全国へのTIP OFF (1995) - ディレクター[11]
- モグモグGOMBO 遥かなる超料理伝説 (1995) - チーフディレクター[12]
- おどおどおっでぃ (1997) - ディレクター
- しろがねの鳥籠 (2005) - エグゼクティブ・プロデューサー